# Oliver Evans

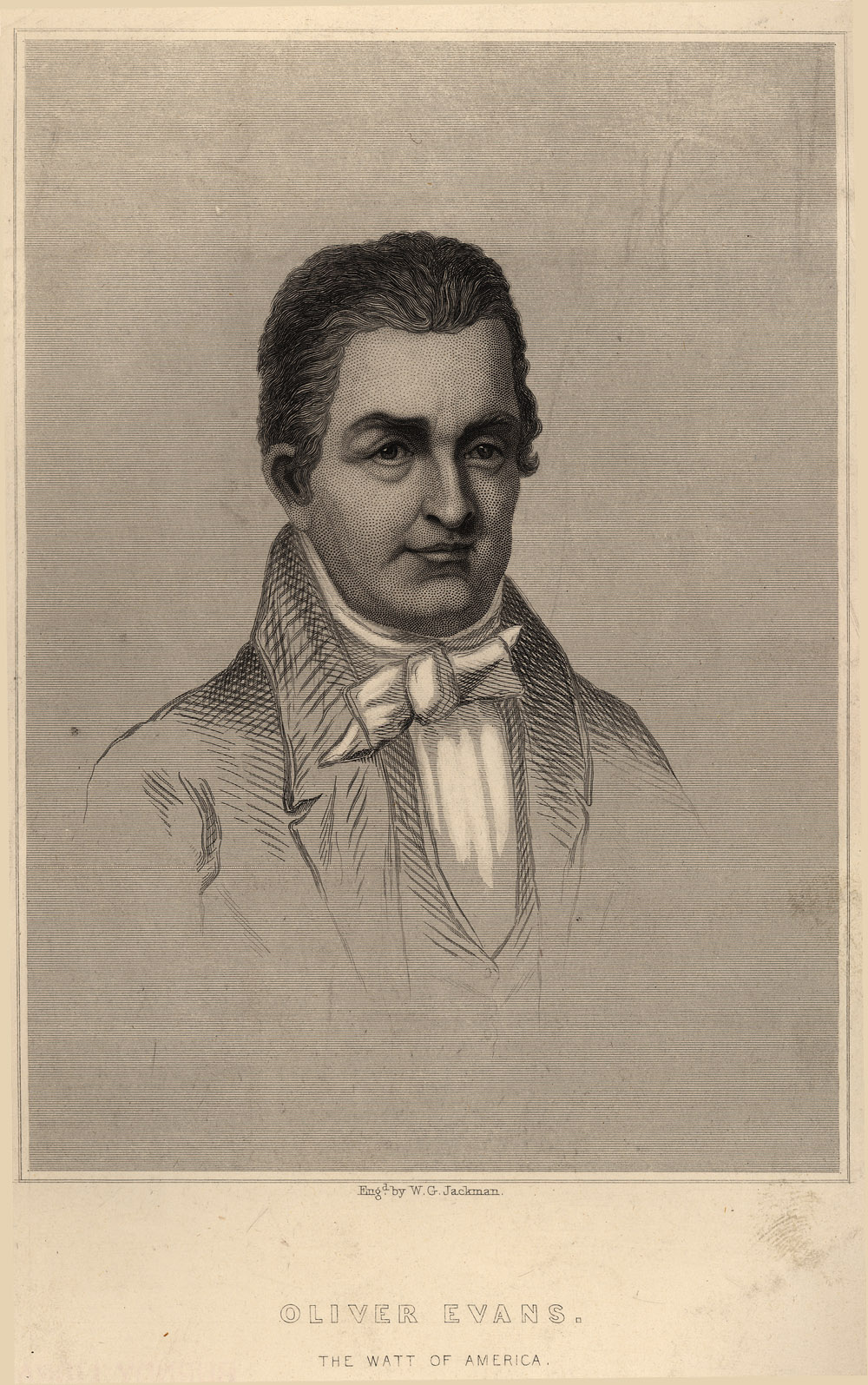
Oliver Evans (litografi av W.G.Jackman).

Oliver Evans, född 13 september 1755, död 15 april 1819, var en amerikansk mekaniker.
Evens var föregångsman inom ångmaskinstekniken i USA, och tillverkade bland annat av honom uppfunna högtrycksångmaskiner och ångvagnar vid sin verkstad i Philadelphia. Evans gjorde sig även berömd som författare inom mekanikens område.